# KF Vëllaznimi
KF Vëllaznimi (Klubi Futbollistik Vëllaznimi) ist ein Fußballverein mit Sitz in Gjakova in Kosovo. Der Club wurde 1927 gegründet und spielt aktuell in der 2. Liga des Fußballs im Kosovo.

## Erfolge
- Sieger des Kosovocup in der Saison 2007/08
- 9-maliger Gewinner der Vala Superliga.